# Ciklohexanol
A ciklohexanol szerves vegyület, képlete HOCH(CH2)5. Molekulája a ciklohexánéval rokon, abban egy hidrogénatomot hidroxilcsoport helyettesít. Elfolyósodó, színtelen, kámforhoz hasonló szagú szilárd anyag, nagyon tiszta állapotban kevéssel szobahőmérséklet felett olvad. Évente több millió tonnát gyártanak, nagy részét a nylongyártáshoz használják fel.

## Előállítása
Ciklohexán levegőn történő oxidálásával állítják elő, jellemzően kobaltkatalizátorok felhasználásával:
C6H12  +  ½ O2   →   C6H11OH
A folyamat során ciklohexanon is keletkezik, ez a keverék („KA olaj”, a keton-alkohol olaj név után) az adipinsav gyártásának fő alapanyaga. Az oxidáció gyökös reakció, köztiterméke a C6H11O2H hidroperoxid.
Előállításának másik lehetősége a fenol hidrogénezése:
C6H5OH  +  3 H2   →   C6H11OH
Ez a folyamat úgy is vezethető, hogy fő termékként ciklohexanon keletkezzen.

## Reakciói
A szekunder alkoholok fő reakcióit adja. Oxidálásával ciklohexanon keletkezik, melyet iparilag nagy mennyiségben oximmá, a kaprolaktám prekurzorává alakítanak. Laboratóriumban ezt az oxidációs reakciót krómsavval lehet elvégezni. Észteresítésével kereskedelmileg értékes származékok, diciklohexiladipát és diciklohexilftalát nyerhető, melyeket lágyítószerként alkalmaznak. Savkatalizátor jelenlétében melegítve ciklohexénné alakul.

## Szerkezete
Legalább két szilárd fázisú formája létezik, ezek egyike plasztikus kristály.

## Felhasználása
A műanyagipar fontos kiindulási anyaga, elsősorban a nylongyártás prekurzoraként, de különböző lágyítószerek gyártásához is felhasználják. Kis mennyiségben oldószerként is alkalmazzák.

## Fordítás
- Ez a szócikk részben vagy egészben  a   Cyclohexanol című angol Wikipédia-szócikk ezen változatának fordításán alapul.  Az eredeti cikk szerkesztőit annak laptörténete sorolja fel. Ez a jelzés csupán a megfogalmazás eredetét és a szerzői jogokat jelzi, nem szolgál a cikkben szereplő információk forrásmegjelöléseként.